# Annona dolabripetala
Annona dolabripetala este o specie de plante angiosperme din genul Annona, familia Annonaceae, descrisă de Giuseppe Raddi. Conform Catalogue of Life specia Annona dolabripetala nu are subspecii cunoscute.